# Martiri di Laval
I martiri di Laval sono un gruppo di 19 tra sacerdoti, religiosi e fedeli giustiziati dai rivoluzionari a Laval nel corso del 1794.

## I nomi dei martiri
Il gruppo più numeroso, costituito da Jean-Baptiste Turpin du Cormier e 13 compagni (12 sacerdoti diocesani e un francescano conventuale), salì sul patibolo il 21 gennaio:
- Jean-Baptiste Turpin du Cormier, sacerdote della diocesi di Laval, nato nel 1732 a Laval
- Jean-Marie Gallot, sacerdote della diocesi di Laval, nato il 14 luglio 1747 a Laval
- Joseph Pellé, sacerdote della diocesi di Laval, nato il 22 gennaio 1720 a Laval
- René-Louis Ambroise, sacerdote della diocesi di Laval, nato il 1º marzo 1720 a Laval
- François Duchesne, sacerdote della diocesi di Laval, nato l'8 gennaio 1736 a Laval
- Julien-François Morin, sacerdote della diocesi di Laval, nato il 14 dicembre 1733 a Saint-Fraimbault-de-Prières
- Jean-Baptiste Triquerie, sacerdote professo dell'Ordine dei Frati Minori Conventuali, nato il 1º luglio 1737 a Laval
- Jacques André, sacerdote della diocesi di Laval, nato il 15 ottobre 1743 a Saint-Pierre-la-Cour
- André Duliou, sacerdote della diocesi di Laval, nato il 18 luglio 1727 a Saint-Laurent-des-Mortiers
- Louis Gastineau, sacerdote della diocesi di Laval, nato il 10 novembre 1727 a Loiron
- François Migoret-Lamberdière, sacerdote della diocesi di Laval, nato nel 1728 a Saint-Fraimbault-de-Lassay
- Julien Moulé, sacerdote della diocesi di Laval, nato il 29 marzo 1716 a Le Mans
- Augustin-Emmanuel Philippot, sacerdote della diocesi di Laval, nato l'11 giugno 1716 a Parigi
- Pierre Thomas, sacerdote della diocesi di Laval, nato il 13 dicembre 1729 a Mesnil-Rainfray

Il 5 febbraio venne giustiziata una maestra elementare che aveva dato asilo a dei vandeani feriti:
- Françoise Mézière, laica secolare della diocesi di Laval, nata il 25 agosto 1745 a Mézangers

Il 20 marzo furono ghigliottinate due Suore della Carità di Nostra Signora:
- Françoise Tréhet, religiosa professa delle Suore della Carità di Nostra Signora, nata l'8 aprile 1756 a Saint-Mars-sur-la-Futaie
- Jeanne Véron, religiosa professa delle Suore della Carità di Nostra Signora, nata il 6 agosto 1766 a Quelaines-Saint-Gault

Il 25 giugno fu giustiziata una canonichessa agostiniana della Misericordia di Gesù:
- Marie Lhuilier (suor Santa Monica), religiosa professa delle Canonichesse Regolari Ospedaliere della Misericordia di Gesù, nata il 18 novembre 1744 a Arquenay

Il 17 ottobre fu scoperto e ucciso a colpi di fucile un sacerdote che esercitava clandestinamente il ministero:
- Jacques Burin, sacerdote della diocesi di Le Mans, nato il 6 gennaio 1756 a Champfleur

## Il culto
La loro causa fu introdotta il 2 marzo 1952; il 3 maggio 1955 papa Pio XII riconobbe l'autenticità del loro martirio e il 19 giugno successivo li proclamò beati.
I beati sono ricordati singolarmente o a gruppi nel Martirologio romano nel giorno del loro martirio.